# Catherine Sandbach-Dahlström
Catherine Mary Sandbach-Dahlström, född 22 augusti 1940 i Great Malvern, Worcestershire, är en brittisk-svensk anglist.
Sandbach-Dahlström, som är dotter till professor Francis Henry Sandbach och översättare Mary, född Mathews, blev Bachelor of Arts i Oxford 1962, filosofie kandidat vid Stockholms universitet 1976 och filosofie doktor 1984. Hon var lärare 1964–1977, assistent på engelska institutionen vid Stockholms universitet 1977–1984, vikarierande forskarassistent och lektor 1984–1986 och forskarassistent från 1986. Hon var ordförande för Forum för kvinnliga forskare och kvinnoforskning i Stockholm 1981–1982 och 1984–1985.